# Dolomedes wetarius
Dolomedes wetarius là một loài nhện trong họ Pisauridae.
Loài này thuộc chi Dolomedes. Dolomedes wetarius được Embrik Strand miêu tả năm 1911.